# Port-de-Paix (departementshuvudort)
Port-de-Paix är en departementshuvudort i Haiti.   Den ligger i departementet Nord-Ouest, i den norra delen av landet, 160 km norr om huvudstaden Port-au-Prince. Port-de-Paix ligger 10 meter över havet och antalet invånare är 250 000.
Terrängen runt Port-de-Paix är kuperad åt sydost, men åt sydväst är den platt. Havet är nära Port-de-Paix åt nordväst. Runt Port-de-Paix är det tätbefolkat, med 613 invånare per kvadratkilometer. Port-de-Paix är det största samhället i trakten. Omgivningarna runt Port-de-Paix är en mosaik av jordbruksmark och naturlig växtlighet.